# Unterberghorn
Unterberghorn är en bergstopp i Österrike.   Den ligger i distriktet Kitzbühel och förbundslandet Tyrolen, i den centrala delen av landet, 300 km väster om huvudstaden Wien. Toppen på Unterberghorn är 1 773 meter över havet, eller 1 012 meter över den omgivande terrängen. Bredden vid basen är 8,7 km.
Terrängen runt Unterberghorn är kuperad åt nordost, men åt sydväst är den bergig. Närmaste större samhälle är Kössen, 5,9 km norr om Unterberghorn. 
I omgivningarna runt Unterberghorn växer i huvudsak blandskog. Runt Unterberghorn är det ganska tätbefolkat, med 52 invånare per kvadratkilometer.